# Kammer (Mistelgau)
Kammer ist ein Gemeindeteil der Gemeinde Mistelgau im Landkreis Bayreuth (Oberfranken, Bayern).

## Geografie
Die Einöde liegt am Fuße des Hollerbergs (538 m ü. NHN, 1 km südlich), der noch zu den nördlichen Ausläufern der Fränkischen Schweiz zählt. Ein Anliegerweg führt nach Plösen (0,2 km nordöstlich).

## Geschichte
Kammer wurde in der ersten Hälfte des 19. Jahrhunderts auf dem Gemeindegebiet von Plösen gegründet. In der Bayerischen Uraufnahme sind drei Anwesen verzeichnet, die die Hausnummern 15, 16 und 18 des Ortes Plösen tragen. Der Ortsname Kammer leitet sich von einem gleichlautenden Flurnamen ab.
Am 1. Januar 1972 wurde Kammer im Zuge der Gebietsreform in Bayern in die Gemeinde Mistelgau eingegliedert.

### Einwohnerentwicklung
| Jahr      | 001861 | 001871 | 001885 | 001900 | 001925 | 001950 | 001961 | 001970 | 001987 |
| Einwohner | 16     | 21     | 16     | 12     | 22     | 35     | 29     | 25     | 5      |
| Häuser    |        |        | 4      | 4      | 4      | 6      | 6      |        | 2      |
| Quelle    | [ 7 ]  | [ 8 ]  | [ 9 ]  | [ 10 ] | [ 11 ] | [ 12 ] | [ 13 ] | [ 14 ] | [ 1 ]  |

## Religion
Kammer ist evangelisch-lutherisch geprägt und nach St. Bartholomäus (Mistelgau) gepfarrt.